# Tirana (rzeka)
Tirana (alb. Tiranë) – rzeka w północnej Albanii, w zlewisku Morza Adriatyckiego. Wypływa na wzgórzach Dajti na wschód od Tirany, przecina północne dzielnice tego miasta i łączy się z rzeką Tërkuzë, tworząc rzekę Gjola.